# General Electric YJ101
Le General Electric YJ101 était un turbofan à postcombustion dans la gamme des 75 kN de poussée (à sec).

## Généralités
Développé pour l'entrée du Northrop YF-17 dans la compétition Lightweight Fighter, l'YJ101 devint la base du moteur à grand succès de General Electric, le F404.
Le taux de dilution était volontairement très faible, afin d'éviter les instabilités d'entrée d'air qui avaient été associées avec les Pratt & Whitney TF30 qui équipaient le F-111. Pour des raisons de marketing, le moteur fut désigné comme un « J » (pour « jet engine », turboréacteur), alors qu'il aurait dû normalement être désigné « F » (pour « fan », de turbofan). En fait, en raison de son taux de dilution très faible (0,25 pour 1), certains ingénieurs décrivaient l'YJ101 comme un « turboréacteur à simple flux qui avait des fuites ».

## Applications
- Northrop YF-17 Cobra